# 渴望角
64°33′S 58°50′W / 64.550°S 58.833°W
渴望角（英語：Cape Longing）位於葛拉漢地東部海岸。由奧托·努登舍爾德在1902年瑞典南極探險途中發現，他認為從斯諾希爾島望去，此地正是探險的「渴望之地」，因而得名。
渴望角位於渴望半島（64°30′S 58°50′W / 64.500°S 58.833°W）的前端，座落於努登舍爾德海岸東北末端，正好將古斯塔夫王子冰架與拉森冰架分開。在英屬南極領地調查計畫結束後，英國南極地名委員會確認此名稱為正式定名。